# 米哈伊·扎菲乌
米哈伊·扎菲乌（羅馬尼亞語：Mihai Zafiu，1949年6月9日—），罗马尼亚男子皮划艇运动员。他曾代表罗马尼亚参加1972年、1976年和1980年夏季奥林匹克运动会皮划艇比赛，获得二枚银牌。